# Chiquinha Gonzaga
Pour le feuilleton télévisé, voir Chiquinha Gonzaga (série télévisée).
Chiquinha Gonzaga, née le 17 octobre 1847 à Rio de Janeiro (État de Rio de Janeiro) et morte le 28 février 1935 dans la même ville, est une compositrice, pianiste et cheffe d'orchestre brésilienne.
Première femme chef d'orchestre du Brésil, elle est aussi la première pianiste de choro et l'autrice de la première marchinha de carnaval, Ó Abre Alas (1899). Ses œuvres théâtrales, comme les opérettes Forrobodó et Juriti remportent un grand succès auprès du public parce qu'elles utilisent des éléments de la culture populaire brésilienne de l'époque.
Un hermès a été créé en son honneur dans le Passeio Público de Rio de Janeiro par le sculpteur Honorius Peçanha. En mai 2012 a été promulgué au Brésil la loi 12 624 qui a établi la Journée Nationale de la Musique Populaire Brésilienne, célébrée le jour de son anniversaire.

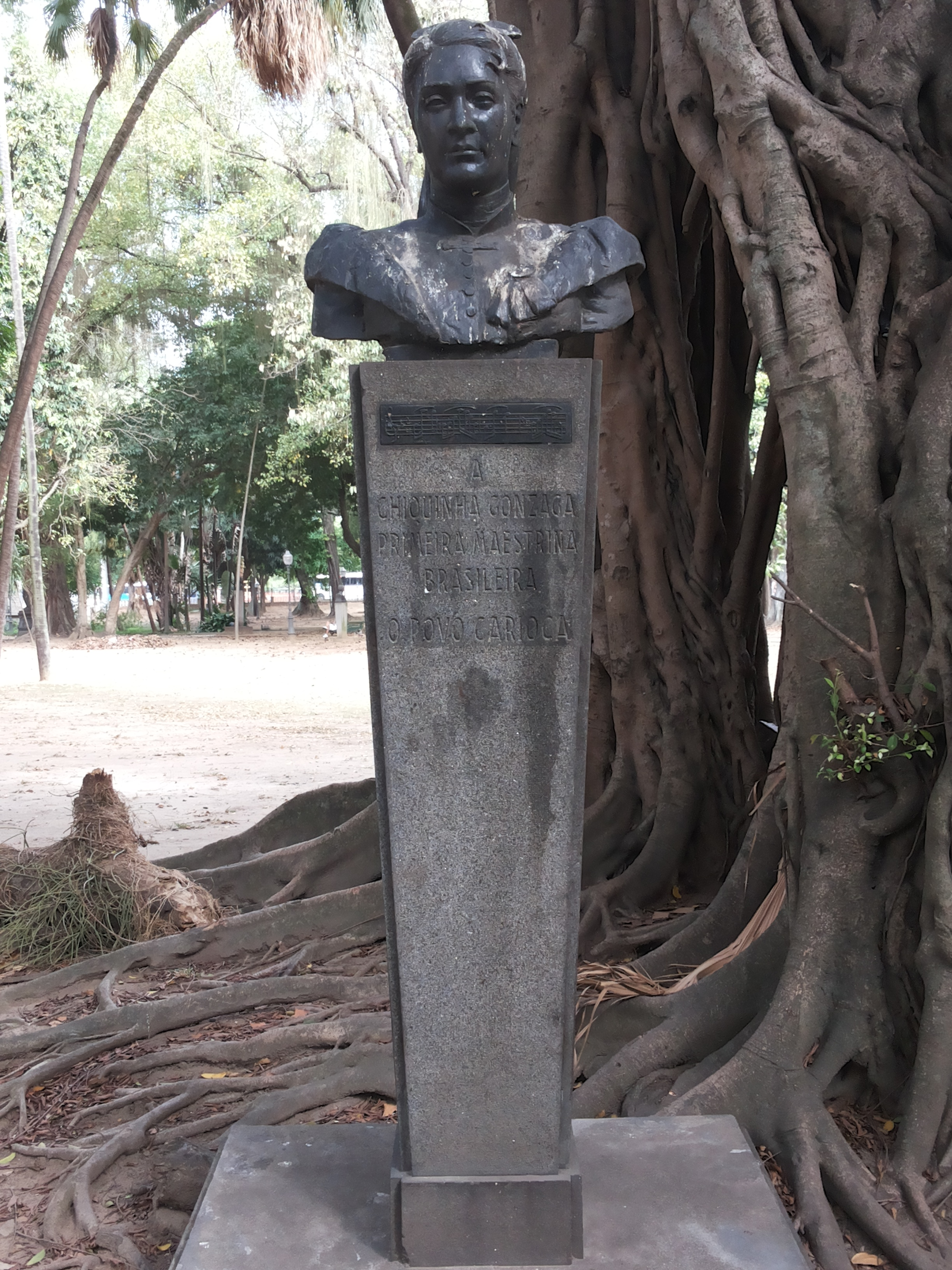
Hermès en l'honneur de Chiquinha Gonzaga

## Biographie

### Enfance et adolescence
Fille naturelle de Rose Maria de Lime, Francisca Edwiges Neves Gonzaga naît le 17 octobre 1847. Son parrain était Luís Alves de Lima e Silva, Duc de Caxias.
Pour sa mère, femme métisse et pauvre, la naissance de Francisca est un moment très difficile, en partie à cause du risque que son époux ne reconnaisse pas la paternité de sa fille. En effet, José Basileu, militaire à la carrière prometteuse, originaire d'une famille aisée, souffre de la pression de ses parents, contre son union avec Rose. Malgré tous ces désaccords, il accepte de reconnaître l'enfant.
Comme toutes les filles de militaires du XIXe siècle, Chiquinha Gonzaga est très bien instruite. Son père, très sévère avec son éducation, prépare pour elle un avenir prometteur : un bon mariage qui l’élèverait au rang de « dame ». Elle apprend donc à lire et à écrire, faire des comptes et, principalement, jouer du piano. Dès lors, la musique devient son unique but dans la vie. À l'âge de 11 ans, elle compose sa première œuvre musicale, Canção dos Pastores, composée pour la nuit de Noël 1858.
Dans le Brésil de la fin du XIXe siècle, les femmes sont souvent réduites à un rôle d'esclave ; peu d'entre elles osent défier leurs parents et maris ; quand cela se produit, elles sont rapidement envoyées dans des maisons de correction et des couvents. Mais depuis 1808 et l'arrivée de la Famille Royale au Brésil (le roi Jean VI de Portugal en tête), les femmes commencent à circuler davantage dans les rues, à danser dans des réceptions, à venir à des soirées, au théâtre et à l'opéra. Le Rio de Janeiro de ces temps-là se transforme déjà en un centre métropolitain, au fur et à mesure que grandissent les exigences du commerce extérieur. Les modes et la consommation se modifient. Le port de la ville devient le centre financier et commercial de l'Empire, où se négocient café, esclaves et marchandises étrangères qui fascinent les nouveaux consommateurs. La ville possède désormais l'apparence d'une cité européenne. Même avec tous ces changements sociaux, les mœurs évoluent lentement et la jeune Chiquinha Gonzaga obéit aux ordres de son père.

### Mariage et famille

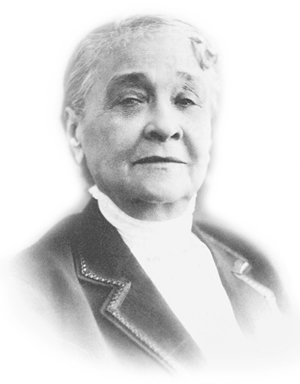
Chiquinha Gonzaga âgée de 78 ans.

À 16 ans, en 1863, Chiquinha Gonzaga est contrainte de se marier avec Jacinto Ribeiro do Amaral, jeune garçon de 24 ans, officier de la Marine impériale. Ne pouvant supporter la prison du navire où sert son mari (il passe plus de temps à travailler qu'avec sa famille), ses ordres et les humiliations subies pour que Chiquinha Gonzaga ne joue pas la musique, elle se sépare de lui et entame une procédure de divorce, ce qui est un scandale à l'époque. Elle prend avec elle son fils aîné, João Gualberto (né en 1864). Le mari, cependant, ne permet pas que Chiquinha Gonzaga garde leurs plus jeunes enfants : sa fille, Maria do Patrocínio (née en 1865) et son autre fils, Hilário (né en 1867). Après avoir quitté son mari, Chiquinha Gonzaga est « déclaré morte et de nom imprononçable » par son père.
En 1870, Chiquinha Gonzaga s'installe en Minas Gerais avec l'ingénieur João Batista de Carvalho, avec qui elle a une fille, Maria Alice (née en 1876). Elle vit de nombreuses années avec lui, mais Chiquinha Gonzaga n'acceptant pas les trahisons extra-conjugales, se sépare, et encore une fois perd une fille : João Batista de Carvalho ne la laisse pas garder Maria Alice.
En 1876, Chiquinha Gonzaga a 29 ans et habite à Rio de Janeiro avec son fils aîné, João Gualberto, pour travailler comme musicienne indépendante et initier avec succès sa carrière en tant que pianiste et compositrice.
En 1899, après plusieurs décennies concentrées dans sa musique, Chiquinha Gonzaga rencontre João Batista Fernandes Lage, un jeune homme plein de vie et talentueux apprenti musicien. Ils deviennent amoureux mais la différence d'âge (elle est âgée de 52 ans et João Batista, seulement 16 ans) est trop grande et elle risque de s'exposer aux préjugés et à une vie de souffrance. Chiquinha Gonzaga l'adopte pour pouvoir vivre ce grand amour en privé. Pour préserver son histoire et sa carrière, Chiquinha Gonzaga et João Batista déménagent à Lisbonne, au Portugal, où ils vivent plusieurs années loin des connaissances de Rio de Janeiro. Les enfants de Chiquinha Gonzaga rejettent d'abord leur couple, mais ils finissent par comprendre l'importance de João Batista pour la musique et la vie de Chiquinha Gonzaga.
Après quelques années, le couple retourne au Brésil sans éveiller les soupçons de vivre comme mari et femme. Chiquinha Gonzaga n'avoue jamais publiquement sa relation avec João Batista, qui n'est découverte qu'après sa mort, à travers des lettres et des photos du couple. Elle est morte à côté de João Batista Fernandes, en 1935, pendant le début d'un nouveau Carnaval. Elle est enterrée dans le cimetière de São Francisco de Paula, quartier du Catumbi, à Rio de Janeiro.

### Carrière
Après sa séparation d'avec son mari, Chiquinha Gonzaga s'emploie à vivre en tant que musicienne indépendante, jouant du piano dans les magasins d'instruments de musique. Elle donne des leçons de piano pour soutenir son fils João Gualberto, souffrant du préjugé de la société contre les enfants naturels élevés sans leur père. Elle se consacre entièrement à la musique, et devient très connue en tant que compositrice de polkas, valses, tangos et chansonnettes. Chiquinha Gonzaga commence à participer à des bals et des « Chorões » (réunions), normalement réservées aux hommes, où elle rencontre le flûtiste Joaquim Antônio da Silva Callado et commence à jouer dans son groupe, O Choro do Calado, en tant que première femme de la formation.
La nécessité d'ajuster le son du piano au goût populaire vaut à Chiquinha Gonzaga la gloire de devenir la première compositrice populaire du Brésil. Le succès commence en 1877 avec la polka Atraente, « composée au piano, comme une improvisation, au cours d'une réunion 'choro' ». Devant le succès de sa première composition imprimée, elle décide de se consacrer au vaudeville et à la revue. Elle fait ses débuts en composant l'opérette costumée A Corte na Roça en 1885. En 1911, son plus grand succès dans le théâtre : l'opérette Forrobodó, atteint 1 500 présentations sans arrêts après la première - à ce jour la meilleure performance de son genre au Brésil.
Vers 1900, Chiquinha Gonzaga rencontre l'artiste irrévérencieuse Nair de Tefé von Hoonholtz, la première femme caricaturiste au monde[réf. nécessaire], une femme bohème mais de famille noble, avec qui elle se lie d'amitié. Chiquinha Gonzaga voyage à travers l'Europe entre 1902 et 1910, devenant spécialement connue au Portugal, où elle écrit des chansons pour divers auteurs.
Peu après son retour d'Europe, son amie Nair Tefé épouse le président de la République Hermes Rodrigues da Fonseca, devenant la première dame du Brésil. Chiquinha Gonzaga est invitée par Nair de Tefé à quelques soirées au Palace du Catete, le palais présidentiel, même contre la volonté de la famille Nair. À cette époque, Chiquinha Gonzaga est déjà célèbre mais très critiquée par la société masculine de son temps.
Une fois, en 1914, pendant la première de Corta Jaca au palais présidentiel, la première dame accompagne Chiquinha à la guitare, jouant un air composé par la pianiste. Cet épisode est considéré comme un scandale à l'époque, avec une critique de la part du gouvernement et des commentaires sonores sont faits sur les « scandales » dans le palais, pour la promotion et la diffusion de la musique dont les origines sont les danses vulgaires, selon la conception de l'élite sociale aristocratique. Jouer de la musique populaire dans le palais du Gouvernement brésilien est considéré à l'époque comme une violation du protocole, ce qui provoque la controverse dans les échelons supérieurs de la société et des politiciens. Après la fin du mandat présidentiel, Hermes da Fonseca et Nair de Tefé déménagent en France. En raison de cet épisode, Chiquinha Gonzaga et Nair de Tefé finissent par perdre contact.
En 1934, à 87 ans, elle écrit sa dernière composition, l'opéra Maria. Elle est la compositrice de la partition de la célèbre opérette Juriti, avec Viriato Corrêa.
Chiquinha Gonzaga est également la fondatrice de la Société brésilienne des auteurs de théâtre. À la fin de sa vie, elle a composé la musique pour 77 pièces de théâtre et a été l'autrice d'environ deux mille compositions dans différents genres: valses, polkas, tangos, lundus, matchiches, Fado, quadrilles, mazurkas, choros et des sérénades.

### Engagement civique
Ayant souffert de sa condition d'enfant naturel et de plusieurs injustices dans sa vie, Chiquinha Gonzaga a été en réaction une citoyenne très active et impliquée dans quantité de mouvements sociaux de son époque au Brésil, comme l'abolition de l'esclavage, avec la Loi d'Or de 1888, et la proclamation de la République en 1889. Dans de nombreuses occasions, elle a occupé une position de leader des mouvements suffragistes.